# Frau Wirtin hat auch einen Grafen
Frau Wirtin hat auch einen Grafen ist eine österreichisch-deutsche Filmkomödie aus dem Jahre 1968 von Franz Antel mit Terry Torday als Frau Wirtin, Harald Leipnitz als Schauspieler Ferdinand und Jeffrey Hunter als der titelgebende, gräfliche Galan.

## Handlung
Mitteleuropa, zu Beginn des 19. Jahrhunderts. Susanne Delberg, die Wirtin von der Lahn, ist zur Zeit der napoleonischen Eroberungsfeldzüge mit ihrer Schauspiel-Truppe auf dem Weg von ihrem Gasthaus über Süddeutschland nach Italien, um dort den Grafen von Lucca aus Existenz- und Liebesnöten zu retten. Auf dem Weg dorthin erleben sie und ihre Mädchen während ihrer Raststationen auf Schlössern wie in napoleonischen Lagern so manche erotische Tändelei und Bettgeschichte.
Mancher allzu aufdringlichen Typen erwehrt sich Susanne mit einem vortrefflich geschwungenen Degen. Bald trifft sie auf den Grafen, der erst ihr Herz und dann ihr Bett erobert. Doch auch er ist von Feinden bedroht und muss vor seinen Feinden gerettet werden. Schließlich geraten Susanne und ihre Damen auch noch in ein Komplott gegen Napoleon Bonaparte höchstselbst, den die Wirtin von der Lahn auf dem Weg gen Süden ebenfalls kennen lernt. Sie deckt diese Verschwörung gegen den Korsen-Kaiser auf, der sich allzu gern von der schönen Wirtin um den Finger wickeln lässt.

## Produktionsnotizen
Frau Wirtin hat auch einen Grafen wurde Mitte 1968 in Ungarn gedreht und am 26. November 1968 uraufgeführt. Es handelt sich um den zweiten Teil der sechsteiligen Wirtin-Filmreihe Antels.
Carl Szokoll war Herstellungsleiter, Kurt Kodal übernahm die Produktionsleitung. Die Filmbauten schufen Herta Hareiter, Lambert Hofer die Ausstattung. Gerdago entwarf die Kostüme. Eberhard Schroeder war einer von drei Regieassistenten. Als Regisseur Franz Antel bei Nachtaufnahmen seinen Heldendarstellern Jeffrey Hunter und Harald Leipnitz einen Sprung vom Wagen vorspielte, brach er sich den kleinen Finger.

## Synchronisation
| Rolle                 | Darsteller         | Synchronsprecher    |
| --------------------- | ------------------ | ------------------- |
| Susanne / ihre Nichte | Terry Torday       | Rose-Marie Kirstein |
| Graf Enrico           | Jeffrey Hunter     | Manfred Schott      |
| Herzogin Elisa        | Pascale Petit      | Helga Trümper       |
| Saint Laduc           | Jacques Herlin     | Wolf Rahtjen        |
| Bürgermeister         | Gustav Knuth       | Erik Jelde          |
| Napoleon Bonaparte    | Heinrich Schweiger | Thomas Reiner       |
| Pipo                  | Carlo Delle Piane  | Erich Ebert         |
| Andrea di Santa Croce | Bela Erny          | Jürgen Clausen      |

## Kritik
Das Lexikon des Internationalen Films verurteilte den Film mit den Worten: „Krampfhafter Klamauk.“